# Cray T3E

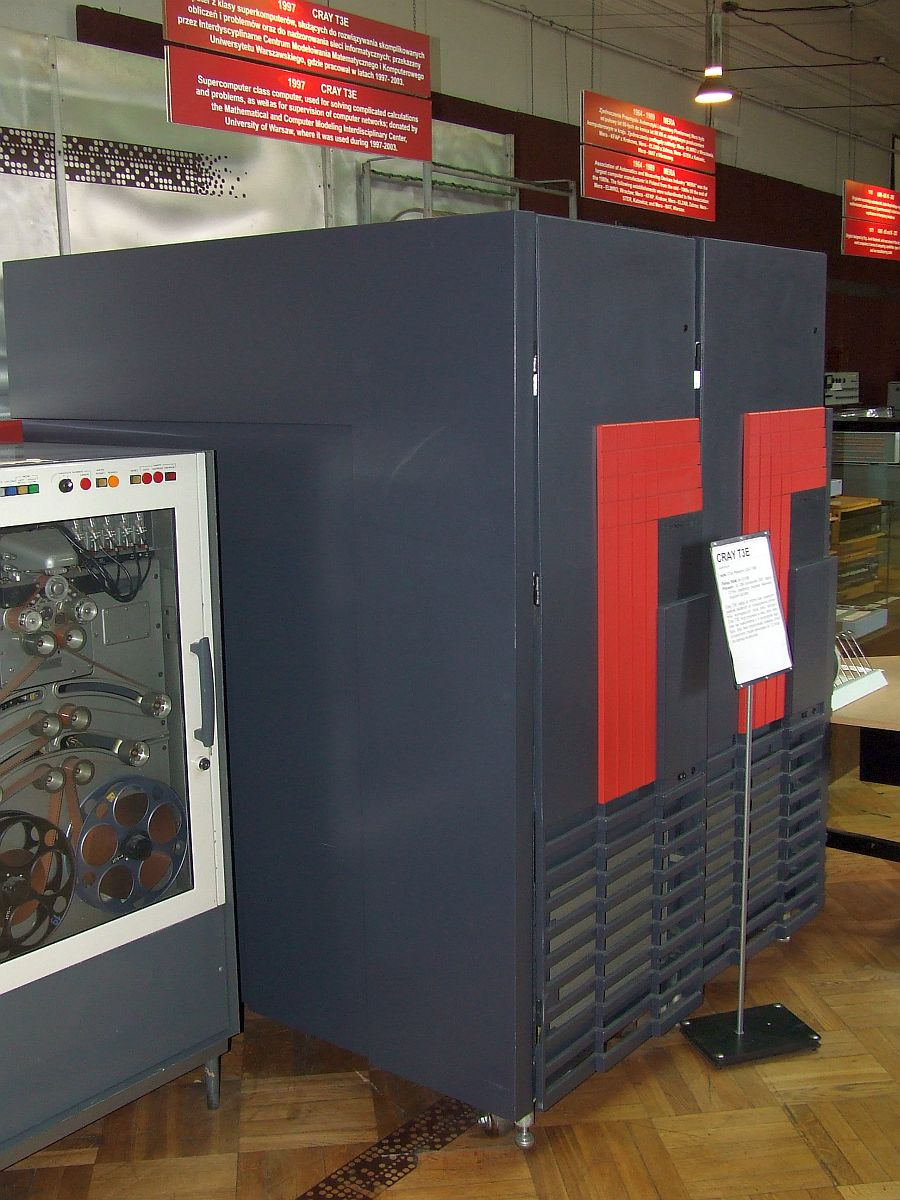
Cray T3E w Muzeum Techniki

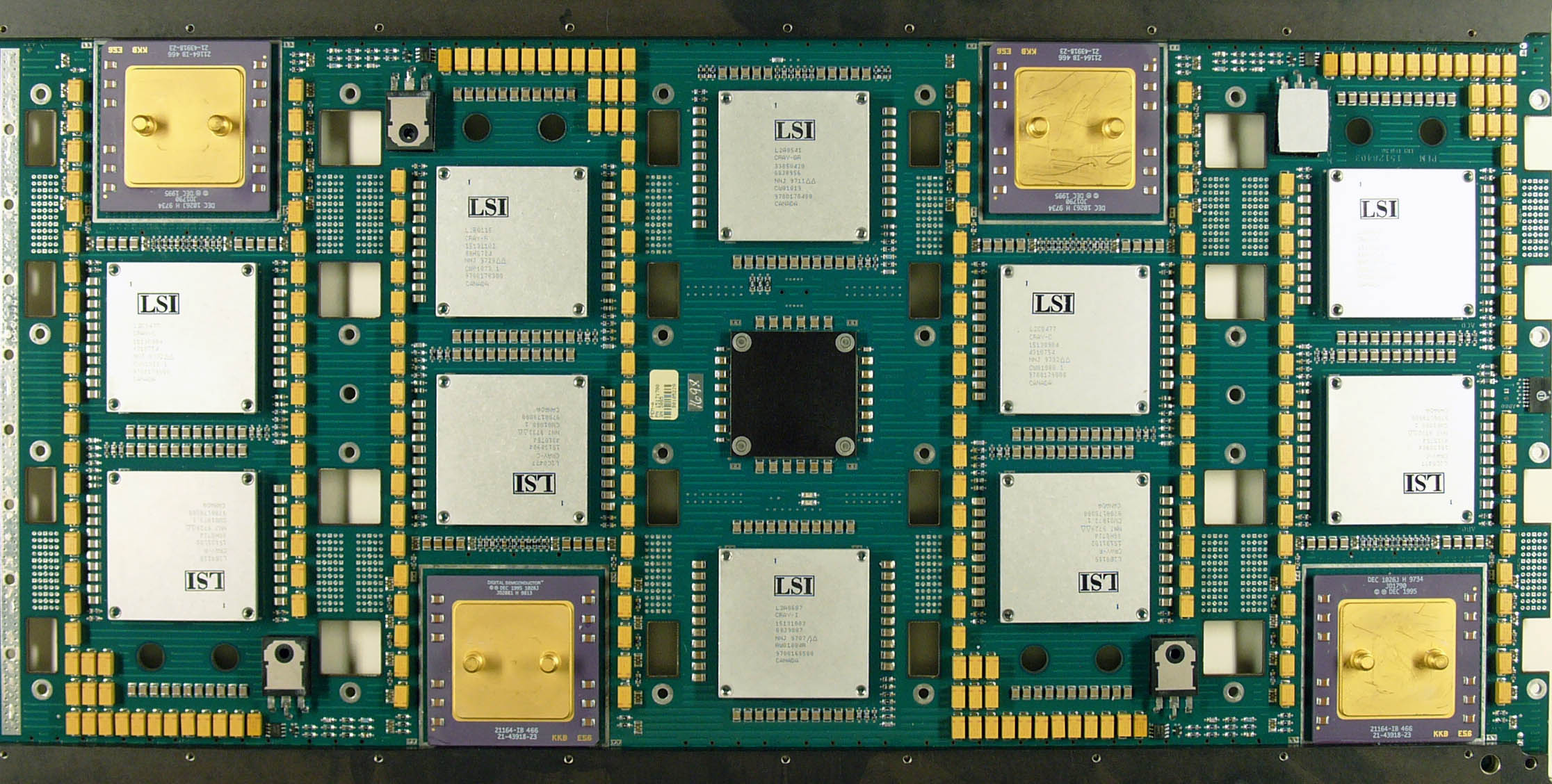
Płyta procesorów

Cray T3E był następcą superkomputera Cray T3D firmy Cray Research. Analogicznie do swojego poprzednika był zbudowany w architekturze masowego przetwarzania równoległego (MPP).

## Opis
Cray T3E był rozwinięciem komputera T3D, w którym poprawiono/zmieniono następujące elementy: 
- wymieniono procesory pracujące w PE (ang. Processing Elements – moduły składające się z procesora i pamięci lokalnej) na nowsze Alpha (21164) z zegarem 300 MHz,
- zwiększono maksymalny rozmiar pamięci lokalnej do 512 MB na procesor,
- usamodzielniono system – poprzednik musiał pracować wspólnie z komputerem Cray C90 lub Cray Y-MP.

## Historia
Serwer został wprowadzony do sprzedaży w 1995 roku. W 1996 wprowadzono do sprzedaży wersję Cray T3E-900 posiadającą szybsze procesory z zegarem 450 MHz, natomiast w 1998 roku model Cray T3E-1200 z zegarem 600 MHz.